# Cour suprême fédérale d'Éthiopie

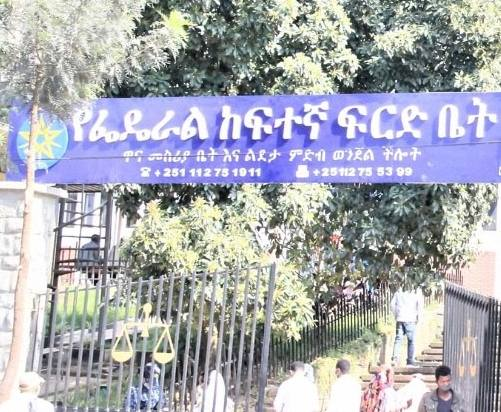
Cour suprême fédérale d'Ethioipie.

La Cour suprême fédérale d'Éthiopie est la plus haute juridiction d'Éthiopie. Elle est créée par la constitution de la République fédérale démocratique d'Éthiopie en 1994 et a actuellement son siège à Addis-Abeba. L'article 78 de la Constitution établit le pouvoir judiciaire et au sommet se trouve la Cour suprême fédérale. Aux termes de la Constitution, la Cour suprême fédérale a "le pouvoir de cassation sur toute décision judiciaire définitive contenant une erreur de droit fondamentale". En 2018, le Premier ministre Abiy Ahmed nomme Meaza Ashenafi première femme présidente de la Cour suprême fédérale. Solomon Areda Waktolla (en) est nommé vice-président de la Cour suprême fédérale. Tous deux sont démis par le Parlement le 17 janvier 2023 et remplacés par Tewdros Mihret et Abeba Embiale respectivement en tant que juge en chef et juge en chef adjoint de la Cour suprême.

## Historique et aperçu
Après le renversement de la République démocratique populaire d'Éthiopie (PDRE), le Front démocratique révolutionnaire du peuple éthiopien (EPRDF), dominé par le Front de libération du peuple du Tigré (TPLF), forme le système fédéral qui existe aujourd'hui. Au cours de la transition de trois ans du PDRE, la constitution de 1995 est rédigée et développée,. Elle est officiellement adoptée en 1994, ce qui crée les gouvernements fédéral et étatique en Éthiopie. La constitution est en mesure d'établir des pouvoirs judiciaires, exécutifs et législatifs pour les gouvernements fédéral et des États. Cependant, les rédacteurs de la constitution (qui ne faisaient pas confiance au pouvoir judiciaire sous le PDRE) confient à la Chambre de la Fédération (House of Federation, HoF) plutôt qu'aux tribunaux le soin de résoudre les problèmes pouvant survenir entre les pouvoirs gouvernementaux.

### Présentation de la Cour suprême fédérale
La Cour suprême fédérale d'Éthiopie est créée par la constitution de 1995. La constitution réussit à établir un système judiciaire double. Dans la constitution, la Cour suprême fédérale reçoit "l'autorité judiciaire fédérale suprême" et elle a le dernier mot sur les questions et affaires fédérales. Avec ce mandat, les États régionaux d'Éthiopie peuvent développer et créer leurs propres cours suprêmes, supérieures et de première instance. La Cour suprême fédérale résout les conflits de compétence qui peuvent exister entre les tribunaux fédéraux et municipaux de Dire Dawa et d'Addis-Abeba.

### Conseil d'enquête constitutionnelle
La capacité d'interpréter la constitution et de décider des affaires qui traitent de ces questions constitutionnelles est donnée à la Chambre de la Fédération au lieu des tribunaux. Le Conseil d'enquête constitutionnelle ("CCI") est créé en plus de la Chambre de la Fédération afin d'aider le HoF dans l'interprétation et l'enquête sur les questions constitutionnelles. Le CCI compte onze membres : six des membres sont des juristes et trois sont de la HoF,. Le président de la Cour suprême assure la présidence du CCI. Le vice-président de la Cour suprême fait également partie du CCI et agit en tant que vice-président. Le rôle du CCI en matière de révision constitutionnelle est consultatif,. Si les tribunaux estiment qu'il existe une affaire nécessitant une interprétation constitutionnelle, ils soumettent ces affaires au CCI et à la HoF,.

### Juridiction
La compétence du Tribunal fédéral est très limitée et exceptionnelle. La Constitution lui confère le pouvoir judiciaire le plus élevé et le plus définitif sur les questions fédérales. La Cour suprême fédérale est la plus haute cour d'appel du système judiciaire fédéral éthiopien. Elle est compétente en "première instance" et en "appel". Les abus du gouvernement fédéral et les délits qui existent, délits engageant la responsabilité des diplomates internationaux relèvent de la juridiction de « première instance ».

## Composition
Le Tribunal fédéral est composé de 11 juges. Les juges nommés exercent leurs fonctions jusqu'à leur retraite. Le président et le vice-président de la Cour suprême fédérale d'Éthiopie sont nommés par la Chambre des représentants du peuple après nomination par le Premier ministre. En 2020, le président est Meaza Ashenafi. Le pouvoir judiciaire est critiqué parce qu'il est exploité par le parti au pouvoir. La nomination de Meaza Ashefani par le Premier ministre Abiy Amhed est médiatisée comme un moyen de rendre le pouvoir judiciaire plus indépendant. En 2018, le vice-président est Solomon Areda Waktolla (en). Les autres juges des tribunaux fédéraux sont sélectionnés par le Conseil administratif judiciaire fédéral (un groupe de 10 membres présidé par le président de la Cour suprême fédérale) et soumis au HoPR par le Premier ministre pour nomination. L'article 81 de la Constitution donne au Premier ministre la possibilité de nommer les membres du FSCR et l'article 83 permet le règlement des différends constitutionnels par la HoF.

## Cassation
La Cour suprême fédérale a le pouvoir de cassation sur les affaires de l'État, ce qui crée une controverse parmi les juristes et les fonctionnaires (avocats et juges du pays). C'est le seul pouvoir qui est réservé à la Cour suprême fédérale par la Constitution . Un panel de cinq juges fédéraux ou plus prend la décision. La section de cassation du Tribunal fédéral examine les décisions finales sur les questions fédérales. En outre, la Cour suprême fédérale est habilitée à réviser les décisions finales de la Cour suprême de l'État. La Cour suprême de l'État dispose également de ce pouvoir de cassation, mais la division de la Cour suprême fédérale se prononce sur les décisions finales de la Cour suprême de l'État. Cette décision de la chambre de cassation crée un précédent qui a force obligatoire. Parce que la Cour suprême de l'État est dotée d'un tel pouvoir, cela conduit à cassation sur cassation. L'une des raisons pour lesquelles cette question reste très controversée est que la ligne de compétence devient floue. Il n'y a pas de sens précis dans la Constitution qui délimite la différence entre une question juridique fédérale et une question juridique d'État .